# Burgruine Werdeck
Die Burgruine Werdeck ist der Rest einer Spornburg auf einer 416 m ü. NN hohen Spornspitze über einer Nordschlinge der Brettach, etwa einen Kilometer westnordwestlich vom Gehöft Werdeck der Gemeinde Rot am See im Landkreis Schwäbisch Hall in Baden-Württemberg.
Die Burg wurde im 13. Jahrhundert erbaut und 1220 erwähnt. Im 16. Jahrhundert ist die Burg verfallen und wurde 1797 zerstört. Ehemalige Besitzer der Burg waren die Grafen von Lobenhausen und die Herren von Hohenlohe.
Vermutlich handelte es sich um eine Turmburg mit Kellergewölbe, zum Teil umgeben von einem Ringwall. Der Halsgraben und die Schildmauer sind noch erhalten.